# كوكايين
الكوكايين يعتبر أشد المنشطات الطبيعية. ويستخلص من أوراق نبات الكوكة الذي ينمو في أمريكا الجنوبية حيث يمضغه الأهالي وهو معروف لديهم منذ 5000 عام خاصة بوليفيا وبيرو أو يضعونه مع الشاي ويشربونه للانتعاش والتغلب على التعب. وكانت مادة الكوكايين النقية قد عُزِلَتْ عن النبات عام 1880 بواسطة ألفريد نيمان وكانت تستعمل كمخدر موضعي في جراحات العين والأنف والحلق لأن هذه المادة تضيق الأوعية الدموية وتمنع النزيف. وقد استعمله الأطباء في بداية القرن الماضي كعلاج للاكتئاب سيجموند فرويد.
كما كانت تخلط اوراق الكوكة ونبات الكولا لتصنيع مشروب الكوكا كولا ولكن اعتبارا من 1906 منع تداول الكوكايين في الصيدليات وإضافته على المشروبات وحاليا لايستعمل الكوكايين في العلاج. والكوكايين مسحوق أبيض ويضاف مسحوق السكر له أو مادة الليدوكايين المخدرة موضوعيا لتخفيفه ولغشه. والكوكايين هيدروكلوريد يستنشق كمسحوق أو يذاب في الماء للحقن بالوريد أو يدخن ويعطي تأثير الحقن عبر الرئة. والذين يدخنون الكوكايين يعانون من قصر التنفس وآلام صدرية مبرحة نتيجة جرح الرئة ونزيفها. والكوكايين يصل المخ في مدة 3- 5 دقائق وبالوريد في 15 – 30 ثانية.
يحفز الكوكايين الدماغ لافراز مادة تدعى الدوبامين وهي مادة تجعل الإنسان يشعر بالرضى والنشوة الجسديه.
```
المسبب الرئيسي للإدمان على الكوكايين هو الدوبامين حيث ان الجسم يطلب اللجوء إلى تعاطي الكوكايين (خاصة عند المدمنين) لتحفيز افراز 
الدوبامين
```

## نبذة تاريخية
دأب الهنود الحمر الذين يعيشون في جبال الأنديز في أمريكا الجنوبية على مضغ أوراق الكوكة لآلاف السنين. وهذا لايولد شعوراً بالنشوة، لكنه يقلل الإحساس بالتعب والجوع.
اكتشف أحد العلماء الألمان كيفية استخراج الكوكايين من أوراق الكوكة في منتصف القرن التاسع عشر. وقد اعتبره كثير من الأطباء في البداية معجزة في عالم الدواء. وفي أواخر القرن التاسع عشر، وصفه الأطباء دواءً لجميع أنواع الاعتلالات العقلية والبدنية، بما فيها الإرهاق والإحباط، ومعاقرة الخمور وإدمان المورفين. واحتوى كثير من الأدوية المرخص بها في ذلك الوقت على الكوكايين، لذلك صار المخدر واسع الاستخدام.
الكوكائين هو شبه قلوي بلوري مكتسب من أوراق نبات الكوكا. هو منبه للجهاز العصبي المركزي وقامع للشهية، يخلق إحساساً مبتهجاً من السعادة والطاقة المتزايدة. مع أنه يكثر استخدامه للتسلية بفعل هذا التأثير، يعتبر أيضاً مخدراً موضوعياً يستعمل في جراحة الحنجرة والعين في القرن التاسع عشر وبداية القرن العشرين. الكوكائين مادة مسببة للإدمان، وامتلاكه أو زراعته أو توزيعه أمر غير شرعي لأغراض غير طبية في جميع أنحاء العالم.

## الآثار الطبية
الكوكايين منبه، أي أنه يزيد من نشاط الجهاز العصبي... ويسبب الكوكايين زيادة مفاجئة في سرعة ضربات القلب وضغط الدم. كما يولّد شعورًا بسعادة وهمية. ويشعر المتعاطي بالتنبه والقوة. ويبدو له أن تفكيره أوضح وأفضل من المعتاد. ويتولد بين حين وآخر شعور قوي بالخوف وعدم الارتياح بدلاً من الشعور المنتظر بالنشوة.
قد يكون تعاطي الكوكايين من باب الاعتياد. وعندما يتلاشى تأثير المخدر بعد 20 إلى 40 دقيقة.
يشعر المتعاطي بالإحباط غالبا، فيتناول جرعة أخرى محاولا استعادة الشعور بالفرح. وقد ينتهي الأمر بمن يعتاد تعاطي الكوكايين إلى الإحساس بأنه ليس هناك متعة في أي شيء بدون الكوكايين. ومن ثم يلجأ بعض المتعاطين إلى التماس المخدر بصفة دائمة.
يتسبب تعاطي الكوكايين لفترة طويلة في معاناة البعض من الإحباط أو من الذُّهان وهو انهيار عصبي شديد يجعلهم يشُكّون ويخافون بشكل لايمت للواقع بصلة. وقد تستمر هذه الأعراض لأسابيع أو شهور حتى بعد إقلاع المتعاطي عن المخدر.

## العلاج الدوائي
إلى الآن لا يوجد علاج عقاقيري يستخدم للإقلاع عن إدمان الكوكايين كما هو الحال في مركبات الميثادون methadone أو levamethadyl التي تستخدم في علاج إدمان مشتقات الأفيون (مثل الهيروين).
مع وجود العديد من المركبات العقاقيرية التي تم اعتماد استخدامها في أعراض أخرى تُختبر الآن في علاج إدمان الكوكايين.
و في معظم الأحوال فإن مدمني الكوكايين غالبًا ما وصفوا بكونهم إما أطفال يعانون من كثرة الحركة وتشتت تركيز ADHD أو يعانون من اضطرابات وجدانية والذين استخدموا مركبات الريتالين أو الليثيوم وهذان النوعان من الأدوية لا يمثلان أي فائدة في حال غياب الاضطراب نفسه وعلى ذلك على الطبيب أن يستقصي أشد معايير التشخيص قبل استخدام أي من المادتين في علاج إدمان الكوكايين، ففي استخدام الريتالين في علاج ADHD من الممكن أن يتسبب في نمو الشعور بالإدمان الشديد إلى الكوكايين.
ومع أن الشعور الذي يمثل هذا الإدمان من الممكن أن يكون ضعيف في حالة استخدام نوع طويل المفعول حتى يكون إفرازه في الدم بمعدل بطئ إلا أنه كان لابد من توضيح تلك المخاطر التي ربما تحدث أثناء العلاج.
وتشير الكثير من الدلائل أن استخدام الكوكايين لفترات طويلة يؤثر على طبيعة عمل الكثير من النواقل العصبية خاصةً الدوبامين والسيروتونين بالخلل. ولذلك فإن الكوكايين يخلق حالة من نقص الدوبامين النوعي ومع أن نظرية الخلل الذي يحدثه الكوكايين في عمل الدوبامين لازالت في النمو إلا أنه من الصعب لإثبات أن المواد التي نظريًا لها القدرة على تعديل عمل الدوبامين من الممكن أن تحدث خللاً أثناء فترات العلاج.
و من المحاولات التي استخدمت في علاج إدمان مركبات الكوكايين استخدام مضادات الاكتئاب ثلاثية الحلقات TCA والتي نجحت فقط في إعطاء بعض النتائج الإيجابية في بداية مراحل علاج الحالات البسيطة من الإدمان مع غياب أي نتائج أو تأثير في الحالات المتوسطة وشديدة الاعتماد.
وقد استخدمت مركبات أخرى مثل مضادات الاكتئاب أحادية الأمين ومثبطات استرجاع السيروتونين ومضادات الذهان ومركبات الليثيوم ومضادات الصرع.
و في دراسة وصلت جرعات مركبات إيبانيوتين phyntoin بها إلى 300مجم/ اليوم (أحد مضادات الصرع القديمة) والتي أثرت بشكل إيجابي على الإقلاع عن استخدام الكوكايين، ولكن كل هذه المواد والدراسات غير مؤكدة حتى الآن